# Бојан Незири
Бојан Незири (Шабац, 26. фебруар 1982) српски је фудбалер.

## Биографија
Рођен је 26. фебруара 1982. у Шапцу. Прве фудбалске кораке начинио у шабачкој екипи ФК Раднички Зорка (1997-98). Наставио је каријеру у Мачви из Шапца (1998-2000). На велику фудбалску сцену је крочио у дресу новосадске Војводине (2000-03), у коју је стигао као нападач и први стрелац екипе. Међутим, тадашњи тренер новосадске екипе Драгољуб Беквалац био је мишљења да је много кориснији по боку, а не у шпицу. Био је стандардан у тиму Војводине. Потом је заиграо за младу репрезентацију, освојио сребро у Немачкој под Пижоновим вођством. За сениорску репрезентацију Србије и Црне Горе одиграо три меча. Учествовао је на Олимпијади 2004. године у Атини.
У јулу 2003. прелази у Металург из Доњецка. Прослеђен је током августа 2003. године у Шахтар Доњецк. Годину дана је био на позајмици у бундеслигашу Волфсбургу (2005-06). Клуб из Немачке је желео да наставе сарадњу, али Украјинци нису хтели да попусте. Имао је још једну годину уговора са Металургом, али пристаје на нову четворогодишњу верност јер је добио бољи уговор. Ипак, после само две године су се растали споразумно.
Након раскида уговора са Металургом, пролећну сезону 2007/08. одиграо је у Белгији, као члан Брисела који се на крају сезоне преселио у нижи ранг.
У јануару 2009. године потписао је уговор са мађарским Ђером, али није имао велику минутажу у првенству Мађарске.
У фебруару 2011. године се враћа у Србију, након што је потписао шестомесечни уговор са Инђијом.

## Успеси
Репрезентација
- Европска првенства за играче до 21 године :  2004.